# Канель, Альфред
Альфре́д Кане́ль (фр. Alfred Canel; 1803, Понт-Одеме — 1879, там же) — французский политический деятель и писатель, прадед Ольги Алексеевны Канель.
Был депутатом в Законодательном собрании 1849—1851. Написал: «Revue historique des cinq départements de la Normandie» (1835—1837); «Mémoires et recherches sur les Etats de l’ancienne province de Normandie» (1837—1839); «Recherches sur les jeux d’esprit» (П., 1867); «Recherches historiques sur les fous des rois de France» (П., 1873) и др.